# Silas Zehnder
Silas Zehnder (* 30. Juni 1999 in Stockstadt am Rhein) ist ein deutscher Fußballspieler, der aktuell bei Viktoria Aschaffenburg unter Vertrag steht.

## Karriere
Zehnder durchlief die Jugendabteilungen des SV Darmstadt 98. Dabei wurde er mehrmals in die deutschen U-15- und U-16-Nationalmannschaften berufen, kam jedoch nie zu einem Einsatz.
Am 18. Mai 2017 gab der Trainer der Lilien, Torsten Frings, bekannt, Zehnder in der ersten Mannschaft mit einem Vierjahresvertrag bis 2021 auszurüsten. Anschließend kam Zehnder noch im letzten Bundesligaspiel 2016/17 gegen Borussia Mönchengladbach (2:2) zum Einsatz, als er in der 89. Spielminute für Jerôme Gondorf eingewechselt wurde. Damit wurde er zum jüngsten Bundesligaspieler des SV98 aller Zeiten.
Nach einer längeren Verletzungspause wurde der Stürmer im Sommer 2018 an den Regionalligaaufsteiger Viktoria Aschaffenburg verliehen. Ein Jahr später wurde das Leihgeschäft um eine weitere Spielzeit verlängert. In der Saison 2019/20 bestritt er 20 von 23 möglichen Ligaspielen für Aschaffenburg bis zur Unterbrechung der Saison aufgrund der COVID-19-Pandemie. Zur neuen Saison 2020/21 wurde die Ausleihe nicht verlängert, und Zehnder kehrte nach Darmstadt zurück. Während der Saison 2020/21 stand er unter Markus Anfang nur dreimal im Kader, kam jedoch nicht zum Einsatz.
Nach seinem Vertragsende im Sommer 2021 wechselte er zurück zur Viktoria Aschaffenburg.